# Квинт Курције Руф
Квинт Курције Руф (лат. Quintus Curtius Rufus) био је римски историчар који је живео у доба владавине римског цара Клаудија или Веспазијана.

## Дело „Историја Александра Великог“
Једино сачувано дело овог историчара је „Историја Александра Великог“ (лат. Historiae Alexandri Magni), биографија Александра Македонског на латинском језику која се састоји од десет књига. Прве две књиге нису сачуване, док су осталих осам недовршене и слабо очуване. Проблем за истраживаче представља и Руфово игнорисање географије, хронологије и војних вештина, јер се његово дело фокусирало углавном на карактеру.